# 高大宜圓環

高大宜圓環（Kodály körönd）是匈牙利布達佩斯的一個圓環，位於安德拉什大街，是布達佩斯最著名的交通圓環之一，有眾多美麗的舊建築和紀念碑。圓環名稱來自於佐爾坦·高大宜。